# Lyden af uventet død
|  | Denne artikel er oprettet af botten Steenthbot ud fra en ekstern database. Den kan derfor have sproglige fejl eller mangler. Denne skabelon kan fjernes efter kontrol af indholdet. |

Lyden af uventet død er en dansk kortfilm fra 2019 instrueret af Alexander Bak Sagmo.

## Handling
Det er en helt almindelig nat – indtil det ikke er det længere. Seks tilsyneladende uskyldige scenarier går forud for et forfærdeligt og uventet angreb. Vi ser ind i forskellige personers hverdagsliv og først til slut finder vi ud af, hvad der er sket, idet vi hører lyden af uventet død.

## Medvirkende
- Siir Tilif, Christinna
- Sarah Juel Werner, Camilla
- Ellen Olaison, Thea
- Ricki Hall, Jonas
- Johannes Zois, Michael
- Martine Emilie Barrett Levinsen, Anne
- Marie Louise Wille, Mor
- Claus Riis Østergaard, Far
- Jonathan Bergholdt, Jimmi
- Paul Boche, Mads
- Kim Solberg, Arbejder
- Emma Marie Nielsen
- Christoffer Hvidberg Rønje, Bølle 1
- Frederik Mansø Boutrup, Bølle 2
- Johannes Lilleøre, Kold
- Emily Scamuzzi
- Harald Francisco Sánchez Manshaus
- Camilla Søndergaard Christensen